# 디 어페어
《디 어페어》(영어: The Affair)는 2014년부터 2019년까지 방영된 드라마이다.

## 캐스트
- 도미닉 웨스트 - 노아 소로웨이
- 루스 윌슨 - 앨리슨 베일리
- 모라 티어니 - 헬렌 소로웨이
- 조슈아 잭슨 - 콜 록하트
- 줄리아 골다니 텔레스 - 휘트니 소로웨이
- 제이크 시실리아노 - 마틴 소로웨이
- 제이돈 산드 - 트레버 소로웨이
- 레나 캐틀렛 - 스테이시 소로웨이
- 조쉬 스탬버그 - 맥스